# Minorités sexuelles et de genre en Afrique
L'histoire des minorités sexuelles sur le continent africain remonte au moins à la préhistoire, avec la réalisation de peintures rupestres bochimans représentant des relations entre hommes. On retrouve des indices de la reconnaissance d'une diversité sexuelle dès l'Antiquité.
Lors de la colonisation européenne de l'Afrique, les pratiques de travestissement et les relations homosexuelles sont réprimées par les colonisateurs et instrumentalisés comme justification morale à la colonisation.

## Histoire

### Période pré-coloniale

#### Préhistoire
Au Zimbabwe, des peintures rupestres semblent indiquer que les bochimans avaient des relations homosexuelles suffisamment acceptées socialement pour être célébrées.

#### Antiquité
Il n'existe que très peu de traces d'homosexualité dans l'Égypte antique, et celles qui ont été découvertes peuvent être interprétées de différentes manières,.
La moins probante est la description, dans les textes talmudiques, du lesbianisme comme les « actes d'Égypte » ; toutefois, cette expression apparaît pour la première fois des siècles après l'annexion par l'empire romain et le consensus est plutôt pour considérer qu'il s'agit alors pour les Hébreux, qui réprouvent l'homosexualité, de déshonorer l'Égypte,.
Une autre un peu plus solide est le conte racontant les visites nocturnes de Neferkare au général Siséné, visites durant lesquelles Pépi II Neferkare est dit « avoir fait tout ce qu'il désirait auprès de [Siséné] » ; s'il est possible d'interpréter cette phrase, l'une des rares fragments du conte ayant été retrouvé, comme une description euphémisée de rapports sexuels, le consensus historique penche plutôt comme une référence religieuse des visites de Rê à Osiris`.
L'exemple le moins contesté est celui de Khnoumhotep et Niânkhkhnoum, dont la tombe a été découverte dans les années 1960 : outre que les deux hommes soient enterrés ensemble, la tombe contient de nombreuses représentations du couple, en particulier une fresque où ils sont tous les deux de profil, leurs nez se touchant, ce qui était alors la manière stylisée de montrer un baiser.

### Période coloniale
Les récits d'explorateurs et d'anthropologues européens sont teintés des valeurs morales européennes de l'époque, et les pratiques sexuelles africaines peuvent être qualifiées de « vilaines », « indécentes », « contre nature ». Historiquement, les Africains ont été hypersexualisés ou asexualisés par les récits colonisateurs, leur sexualité étant parfois décrite comme primitive. Les pratiques sexuelles divergeant de l'idéologie judéo-chrétienne sont alors condamnées par les Européens, ceux-ci la considèrent comme un « vice des indigènes ». L'homosexualité est ainsi présentée par les premiers explorateurs et missionnaires européens comme une preuve du bien-fondé de l'évangélisation des peuples africains. En 1558, le missionnaire dominicain João dos Santos évoque l'existence de relations homosexuelles chez les Bakongo du Bas-Congo et du Nord de l'Angola.
L'administration coloniale représentait les personnes noires d'Afrique comme des êtres dotés d'une sexualité anormale, vivant dans la promiscuité sexuelle. Elle promouvait chez les indigènes d'Afrique l'hétérosexualité, la monogamie, l'éducation des d'enfants, la vie de famille et la vertu conjugale, tout en leur enseignant de canaliser leurs pulsions sexuelles vers l'accroissement naturel et la reproduction de la vie dans un but de modernisation et de civilisation. Les sexualités jugées contre-nature par les colons, donc immorales, étaient criminalisés et vues comme un obstacle à la civilisation.
L'homosexualité est parfois vue comme une importation européenne, et certains récits européens contribuent à cette perception. Ainsi, en 1936, l'ethnographe Henri-Alexandre Junod écrit que dans la société bantou, on ne « pratique pas deux vices fort répandus dans certaines nations civilisées l'onanisme et la sodomie. Ces coutumes immorales étaient entièrement inconnues dans la tribu thonga avant l'arrivée de la “civilisation”. Malheureusement il n'en est plus ainsi ». Junod relate l'existence d'un « vice contre nature dans les casernes de Johannesbourg », en 1915. Des jeunes hommes se déguisent en femmes en attachant sur leur torse de faux seins en bois, et accordent des faveurs sexuelles à des hommes en échange d'argent. Cette pratique nommée « bakhonchana » fait parfois l'objet d'un contrat à moyen terme dans lequel l'homme offre une compensation financière à la famille du garçon. Selon le récit de Junod, les Bantous ne considèrent pas le bakhonchana comme un péché, même si « la loi l'interdit sévèrement et que quiconque est trouvé coupable de bakhonchana est condamné à douze mois de prison ». Junod estime alors que « le vice contre-nature a été enseigné aux Bantous sud-africains par des hommes d'autre race ».
Durant la période coloniale, les Africains d'Afrique subsaharienne sont régulièrement décrits comme des « enfants de la nature » épargnés par les vices des sociétés civilisées. L'homosexualité est alors perçue comme un mal importé par les Européens ou les Arabes.

#### Influence des lois coloniales sur les droits LGBT
En vertu des systèmes juridiques mis en place par les colonisateurs européens aux XIXe et XXe siècles, 38 législations africaines ont été dotées de lois criminalisant d'une manière ou d'une autre l'homosexualité. Ces lois sont rarement appliquées avant le début du XXIe siècle.
Dans une étude recensant les données légales de 185 pays, les chercheurs Enze Han et Joseph O'Mahoney ont découvert que les anciennes colonies britanniques étaient beaucoup plus susceptibles d'avoir des lois criminalisant les comportements homosexuels que les anciennes colonies d'autres puissances européennes ou que d'autres États en général.
À partir de 1860, l'Empire britannique a imposé un système juridique dans ses colonies, inspiré des codes juridiques coloniaux de l'Inde et du Queensland, criminalisant spécifiquement les relations sexuelles entre hommes, avec une peine d'emprisonnement de longue durée plutôt que la condamnation à mort.
En raison de l'évolution des concepts de liberté et de droits des Lumières après la Révolution française, le code pénal français de 1791 a décriminalisé la sodomie entre adultes consentants. Ce code a ensuite été appliqué lors des conquêtes napoléoniennes en Europe continentale et à travers l'empire français. Par contre, l'introduction de lois criminalisant l'homosexualité après la colonisation a été plus répandue dans les ex-colonies françaises telles que l'Algérie, le Cameroun, la Mauritanie et le Tchad.
Le 24 mai 2019, la Cour suprême du Kenya rejette les recours contre des articles du code pénal qui criminalisent l'homosexualité lancés par des groupes de défense des droits des minorités sexuelles, dont la Coalition des gays et lesbiennes du Kenya (GALCK). Les articles remis en question devant la Cour suprême datent de l'époque coloniale et criminalisent la « connaissance charnelle (…) contre l’ordre naturel » et les « pratiques indécentes entre hommes ».

### Période des indépendances
Dans les années 1960, la classe dirigeante africaine a eu comme dessein la reconstruction d'une singularité africaine authentique détachée du colonialisme, la création d'une communauté africaine imaginée. Pour ce faire, elle a anéanti politiquement toute différence, dont sexuelle, qui entraverait l'édification de la nation et elle a violemment exclu de la sphère publique les « étrangers » sexuels qui ont des pratiques et désirs sexuels hétérodoxes problématisant l'ontologie du sujet africain. L'histoire et la culture africaines sont révisées, reformées et réinventées de manière sélective par un oubli volontaire des sexualités africaines pré-coloniales, incluant les relations homosexuelles.
De plus, les dirigeants africains des décolonisations ont reproduit les pratiques coloniales de contrôle et de surveillance des sexualités et des désirs de la population et ils ont intériorisé la vision essentialiste de la sexualité de l'Africain noir inventée par les colons européens, tout en ajoutant une mythologie sur l'hyper-virilité des hommes africaine et l'hyper-lascivité des femmes africaines. 
Plusieurs pays africains adoptent des lois interdisant l'homosexualité. C'est le cas par exemple de l'Algérie (1966), du Cameroun (1972) et de la Mauritanie (1984).

### Période post-coloniale
En 1961, l'historien Antonio Oliveira de Cardonega parle de la sodomie entre hommes qui serait très fréquente chez les Quimbandas, en Angola.
Le mariage entre femmes impliquant une dot est documenté dans trente pays d'Afrique, incluant le Nigeria, le Kenya et l'Afrique du Sud.
L'homosexualité chez le peuple Zandé est documentée par l'anthropologue Evans-Pritchard en 1970. Avant la colonisation européenne, dans le contexte militaire, les guerriers Zandé pouvaient marier de jeunes hommes avec qui ils avaient des relations sexuelles excluant la sodomie. Ce type d'union faisait l'objet d'une entente officielle dans laquelle le guerrier Zandé offrait une dot à la famille du garçon. Le garçon était alors considéré comme une femme et remplissait les fonctions d'épouse. Cette union avait aussi une fonction initiatique puisque le jeune homme devenait généralement guerrier à son tour vers l'âge de 20 ans. Evans-Pritchard précise que la pratique du mariage entre hommes chez le peuple Zandé disparaît dès la colonisation européenne.
Evans-Pritchard relate aussi l'existence de relations lesbiennes en contexte polygame chez le peuple Zandé. Les différentes épouses d'un homme pouvaient avoir des relations sexuelles entre elles. À l'inverse de l'homosexualité masculine, l'homosexualité féminine était réprouvée et sévèrement punie dans la société Zandé pré-coloniale.
Dans les deux cas, l'homosexualité chez le peuple Zandé est présentée comme une réponse à l'absence de partenaire du sexe opposé.

#### Émergence d'une visibilité homosexuelle
Le « fait homosexuel » commence à devenir visible socialement à partir des années 1980, en particulier dans la partie sud du continent. L'émergence de l'homosexualité dans le débat public n'empêche pas que de façon parallèle soit véhiculée l'idée fausse selon laquelle l'homosexualité n'aurait jamais existé en Afrique. Ce déni participe notamment à ne pas poser la question de la transmission homosexuelle du VIH sur le continent pendant les deux premières décennies de l'épidémie.
En 1980, ouvre au Cap (Afrique du Sud), une discothèque homosexuelle organise des concours de drag queen. En 1990, au Zimbabwe, est créée l'association Gays and Lesbians of Zimbabwe. La première marche des fiertés a lieu en octobre de la même année en Afrique du Sud, alors que le pays est toujours sous le régime de l'apartheid et l'homosexualité condamnée par la justice. Les avancées légales sud-africaines des années 1990-2000 décrites infra participent grandement de la visibilité de l'existence de l'homosexualité sur le continent mais entraînent également des réactions hostiles (déclarations de Mugabe au Zimbabwe, campagne anti-homosexuelle en Namibie en 1995).
En Côte d'Ivoire, l'homosexualité est visible dès les années 1980. En témoigne la médiatisation d'un jeune homme, Oscar, imitateur de la chanteuse Aïcha Koné : en 1982, il passe à la télévision et la presse lui consacre des reportages, l'universitaire Charles Gueboguo notant que « tout cela, semble-t-il, avait reçu un écho favorable du public ». Dans les autres pays d'Afrique francophone, il faut attendre la fin du siècle et les processus de démocratisation, qui s'accompagnent de l'affirmation des libertés individuelles et d'expression. Au Cameroun, la première boîte de nuit homosexuelle ouvre à Douala en 2002, suivie par d'autres lieux de rencontre (bars, restaurants, etc.), généralement en milieux urbains. Pour la Côte d'Ivoire, le sociologue Charles Gueboguo note en 2006 qu'il n'existe pas de revendication d'une « culture gay » ni de vie clandestine contrainte : « pas de répression policière spécifique, pas de stigmatisation par l’opinion publique : le fait homosexuel suscite principalement la curiosité ».

### Historiographie
Étant donné le caractère tabou de la sexualité, l'histoire des minorités sexuelles sur le continent africain est peu documentée. Aussi, une forme de censure institutionnelle serait à l'origine du manque de ressources documentaires entourant les minorités sexuelles et de genre en Afrique.

## Désignations des minorités sexuelles et de genre

### Par les pratiques sexuelles
Dans le kirundi, la langue parlée au Burundi, possède cinq mots pour désigner des actes homosexuels : « kuswerana nk’imbwa (faire l’amour comme des chiens) ; kwitomba (se faire l’amour) ; kunonoka (littéralement, être souple) ; kuranana inyuma (mot swahili d’origine et mal écrit en kirundi. En principe il s’écrit : kuralana nyuma et veut dire, faire l’amour de façon anale) ; ku’nyo ».
À Zanzibar, le mot « kufira » désigne la pénétration anale, alors que le mot « kulambana », qui signifie « se lécher mutuellement », renvoie à l'homosexualité féminine.
En yoruba, le mot « adofuro » désigne un homosexuel et, de manière plus familière, la pénétration anale.

### Par les identités de genre
Dans d'autres langues et communautés, des minorités sexuelles et de genre ne sont pas uniquement désignées par leurs pratiques mais par leur rôle de genre particulier. Ainsi, en haoussa, « yan daudu » désigne un « homme efféminé » qui joue le rôle d'épouse d'un homme.
Le peuple Lugbara possède un système de genre à 4 genres : les agule, les femmes, les hommes et les okule. Si les agule ont une identité transmasculine et les okule transféminine, leurs rôles sociaux différent des hommes et des femmes : agule et okule occupent chacun des rôles particuliers dans le chamanisme de la religion animiste lugbara.

## Vie sociale

### Homosociabilité
Dans de nombreux pays, les personnes homosexuelles sont contraintes à la clandestinité, comme au Kenya, où les lieux de rencontre se limitent aux toilettes publiques ou aux plages. De même, au Cameroun, les personnes homosexuelles évoluent en réseaux fermés, variant selon les villes et la temporalité (notamment les samedis soir). Il n'empêche que les boîtes de nuit et les devantures d'hôtels restent des lieux de visibilité privilégiés et qu'on assiste, malgré les contraintes sociales, à l'affirmation de communautés et de sous-cultures homosexuelles. Le développement d'Internet permet aussi de favoriser les rencontres, celles avec les Occidentaux étant privilégiées.
Dans un autre registre, les prisons sont aussi un lieu d'échanges homosexuels, mais souvent contraints. Le VIH favorise enfin la clandestinité des relations homosexuelles, tandis que certaines personnes homosexuelles préfèrent mener une « double vie », seule la visibilité hétérosexuelle étant mise en avant pour ne pas heurter la norme sociale. L'universitaire Charles Guebogo relève en effet une « hostilité généralisée contre l'homosexualité en Afrique », hormis en Afrique du Sud et en Côte d'Ivoire.

### Visibilité
La visibilité croissante de l'homosexualité en Afrique est réelle et repose pour Charles Gueboguo sur trois facteurs : d'abord, l'influence des médias (surtout étrangers), qui influencent l'imaginaire et les représentations des populations ; ensuite, la situation de crise, notamment économique, couplée à l'idée que l'homosexualité serait source d’enrichissement, en référence à des traditions anciennes et en même temps aux gains potentiels que véhicule l'idée de partager la vie d'un riche homosexuel étranger ; enfin, dans le constat que si l'homosexualité est prohibée juridiquement, les condamnations sont quasi inexistantes, mutisme qui peut être interprété comme une incitation à exposer son identité.
Depuis l'écriture de cet article en 2006, les condamnations pour actes homosexuels ont cependant beaucoup augmenté. En effet, les années 2000 sont celles « de la visibilisation de l’homosexualité et des minorités sexuelles en Afrique », notamment à travers plusieurs affaires médiatiques qui rejaillissent à l'échelle internationale (affaire du Queen Boat en Égypte en 2001, publication de listes d'homosexuels présumés au Cameroun en 2006, affaires de « mariages homosexuels clandestins » au Maroc en 2007, etc.). Les affaires des « mariages » cristallisent notamment les débats : symboliques et réalisés dans un cadre privé, ils ne gênent pas l'ordre social ; mais la progression de la légalisation des unions de personnes de même sexe dans le monde conduit à ce qu'ils soient perçus comme une menace pour la société.

### Militantisme

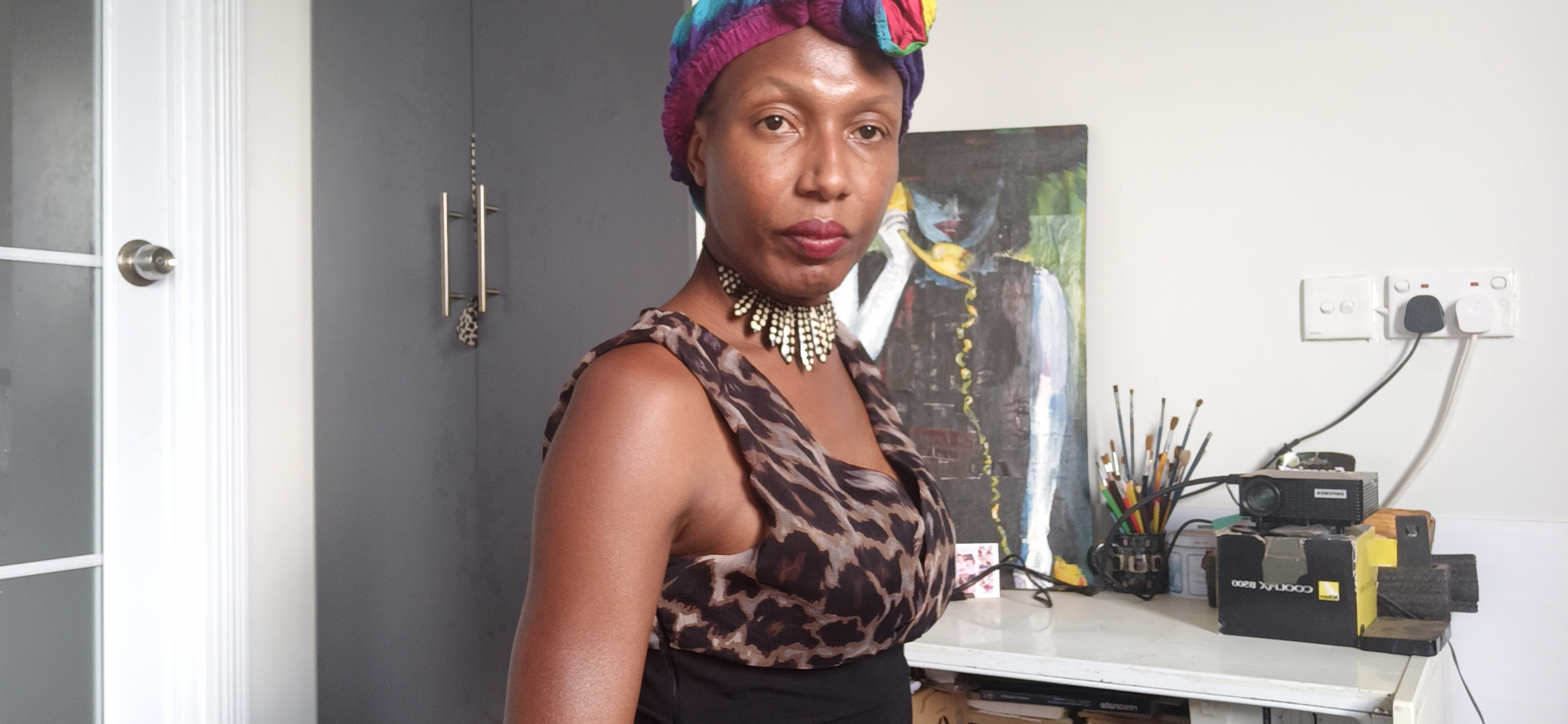
Arya Jeipea Karijo, militante transgenre kényane.

La visibilité accrue des personnes homosexuelles est également due à des mobilisations collectives pour la lutte contre le SIDA et pour les droits humains, qui touchent presque tous les pays. La création d'associations dédiées (généralement dans les années 1990 en Afrique anglophone et dans les années 2000 en Afrique francophone) participe de ce mouvement. Les mobilisations spécifiquement transgenres et intersexes sont plus récentes mais sont recensées en 2012 dans quelques pays (Afrique du Sud, Botswana ou Ouganda). Il existe enfin des coalitions trans-africaines (All African Rights Initiative, Coalition of African Lesbians depuis 2003, Africagay contre le sida ou encore African Men for Sexual Health and Rights depuis 2009), illustration d'un mouvement général de globalisation des politiques LGBT.

## Conditions de vie

### Droits

Homosexualité légale
Mariage reconnu
Autre type d'engagement reconnu
Pas de reconnaissance des couples de même sexe
Homosexualité illégale
Délit non poursuivi par la justice ou incertain
Crime
Peine de mort non appliquée
Peine de mort

#### Criminalisations de l'homosexualité
La répression de l'homosexualité fait l'objet d'un durcissement, selon la responsable de la Commission LGBT à Amnesty International Dorothée Delaunay. C'est surtout dans les années 2000 qu'elle devient un sujet de préoccupation populaire, souvent instrumentalisée par les autorités politiques et religieuses, et qui passe par des persécutions visant en particulier les jeunes hommes homosexuels. Par exemple, la publication d'une liste de personnes homosexuelles haut placées en 2006 au Cameroun a gêné le gouvernement et conduit à une chasse aux sorcières, mais qui a surtout visé de jeunes garçons issus de milieux modestes. En Afrique du Sud et en Namibie, les viols collectifs de lesbiennes sont courants. 
Au total, plus de la moitié des pays africains condamnent légalement l'homosexualité. Dans quatre d'entre eux, la peine de mort est prévue par la loi. En conséquence, l’Afrique est généralement présentée comme le continent « homophobe » par excellence. Cependant, les situations restent très variables selon les pays, certains connaissant une homophobie d'État assumée, d'autres une influence religieuse homophobe forte, d'autres négligeable ; quant aux chefs d'État, leur implication varie, pouvant aller d'une stigmatisation organisée (Zimbabwe) à une volonté de calmer le jeu lors des émotions populaires et médiatiques (Sénégal).
En 2008, le président gambien Yahya Jammeh demande que les homosexuels quittent le pays. Une loi adoptée en 2014 renforce la répression à l'endroit des minorités sexuelles. Le nouveau régime en place depuis 2017 s'est toutefois engagé à réformer les lois répressives des droits de la personne.
En 2013, le président de l'Ouganda, Yoweri Museveni, adopte une loi renforçant la prohibition de l'homosexualité, rendant les personnes trouvées coupables d'homosexualité passibles de sentences à vie, et criminalisant la promotion de l'homosexualité,.
En 2014, le parlement nigérian adopte à l'unanimité une loi interdisant les unions homosexuelles, et prévoyant une sanction pouvant aller jusqu'à 14 ans d'emprisonnement pour mariage homosexuel, et de 10 ans pour affichage public de l'homosexualité.
Pour Charles Gueboguo, l'homosexualité en Afrique est liée à « une problématique de "bouc-émissairisation" qui ne dit pas son nom ». Les homosexuels arrêtés ne peuvent souvent pas se défendre eux-mêmes et ne connaissent pas leur droit. Leur médiatisation peut être liée avec un contexte spécifique (élections, problèmes sociaux) et le sujet de l'homosexualité utilisé par les politiques pour détourner l'attention de la population et justifier un pouvoir parfois illégitime : « on se dit que tout va mal à cause des homosexuels. [...] L’idée est de fédérer autour d’une "valeur", pour donner un sentiment d’appartenance ». Le chercheur Christophe Broqua souligne également que certains dirigeants politiques africains peuvent se servir du sujet de l'homosexualité comme d'un épouvantail, afin de détourner l'attention de leurs populations d'autres problèmes ou bien pour discréditer des adversaires politiques et des mouvements de contestation.

#### Décriminalisations et protections juridiques
L'homosexualité n'a jamais fait l'objet de mesures pénales au Bénin, au Burkina Faso, en République centrafricaine, en République du Congo, en Côte d'Ivoire, en République démocratique du Congo, à Djibouti, en Guinée équatoriale, au Gabon, à Madagascar, au Mali, au Niger, et au Rwanda.
Les relations homosexuelles ont été décriminalisées en Angola, au Cap-Vert, en Guinée-Bissau, au Lesotho, au Mozambique, à Sao Tomé-et-Principe, dans les Seychelles et en Afrique du Sud.
L'Afrique du Sud fut le premier pays au monde à interdire la discrimination à l'endroit des gays et lesbiennes dans sa constitution adoptée en 1996. L'homosexualité entre hommes en Afrique du Sud est légalisée en 1998. En 2006, l'Afrique du Sud déclare inconstitutionnelle l'interdiction du mariage entre conjoints de même sexe. Le prix Nobel de la paix Desmond Tutu a milité en faveur de l'acceptation des minorités sexuelles, comparant leur cause à celle de l'abolition de l'apartheid.
En janvier 2019, l'Angola décriminalise les relations homosexuelles en retirant du code pénal une clause concernant les « vices contre nature » héritée de la période coloniale portugaise.
Le 11 juin 2019, la Haute Cour du Botswana juge inconstitutionnels les articles de loi criminalisant l'homosexualité. Le juge rendant cette décision, Michael Leburu, déclare que ces lois, incluses dans le code pénal de 1965, étaient « des reliques de l'ère victorienne ». Le 5 juillet 2019, le gouvernement du Botswana annonce son intention de faire appel de cette décision.
En 2006, le comité IDAHO (organisateur de la Journée mondiale contre l'homophobie) lance l'appel « Pour une dépénalisation universelle de l’homosexualité ». Dans son prolongement, la secrétaire d'État aux Droits de l'homme de la République française Rama Yade présente en 2008 à l'Assemblée générale des Nations unies une déclaration relative aux droits de l'homme et à l'orientation sexuelle et l'identité de genre, cosignée par six pays africains. En 2011, une nouvelle déclaration est présentée, cosignée cette fois-ci par onze pays africains. Beaucoup d'autres pays du continent ont cependant critiqué les deux déclarations. Une résolution est ensuite élaborée (contraignante contrairement à une déclaration). Elle est adoptée le 15 juin 2011 par le Conseil des droits de l'homme des Nations unies. À l'été 2012, trois militants du comité IDAHO entament une grève de la faim pour convaincre le gouvernement du nouveau président François Hollande de présenter rapidement cette résolution à l'ONU, tandis que d'autres ONG proclament plutôt la nécessité que l'Afrique du Sud reste porteuse du projet.

### Homophobie

#### Prévalence des violences
Un contexte légal favorable aux personnes LGBT n'est pas forcément signe d'une absence d'homophobie sociale. Ainsi, alors qu'elles jouissent des protections légales parmi les meilleures au monde, les minorités sexuelles en Afrique du Sud font l'objet de violences et d'inégalités économiques selon ILGA.

#### Pensée homophobe

##### Associations péjoratives

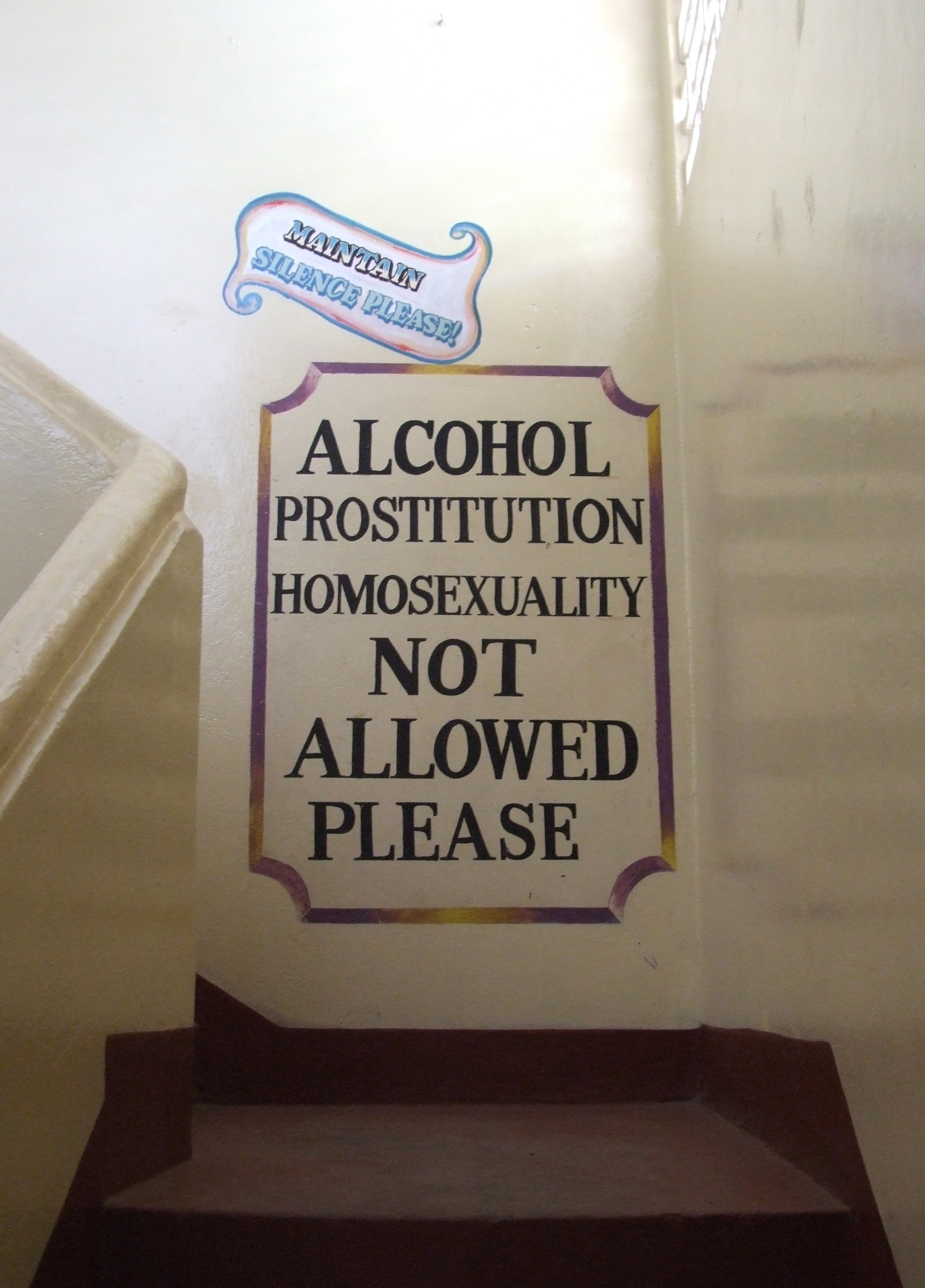
Signalisation dans une maison d'hôtes de Malindi interdisant « l'alcool, la prostitution et l'homosexualité ».

La pensée homophobe associe l'homosexualité à d'autres pratiques socialement réprouvées et présentées comme « perverses », telles que la consommation de drogues, la prostitution, ou les relations sexuelles sans consentement, telles qu'avec des personnes handicapées mentales ou des animaux.

##### Homosexualité et lutte contre l'homophobie comme purement occidentales et non-africaines
Outre l'héritage des lois coloniales, les discours des dirigeants chrétiens et musulmans sont souvent une force motrice des campagnes homophobes et diffusent l'idée selon laquelle l'homosexualité n'aurait pas existé en Afrique avant l'arrivée des Européens,. Le nationalisme et l'afrocentrisme auraient contribué à perpétuer l'idée que l'homosexualité serait étrangère à la culture noire.
Plusieurs dirigeants africains font des déclarations en ce sens : le président kényan Daniel Moi déclare ainsi en 1999 que l'homosexualité est contre « les enseignements chrétiens et les traditions africaines », le président zimbabwéen Robert Mugabe et son homologue namibien Sam Nujoma assimilent l'homosexualité à une dépravation occidentale importée.
Dans ce contexte, les discours et actions de lutte contre l'homophobie en Afrique venant des Occidentaux sont particulièrement mal reçus : les annonces de la secrétaire d'État américaine Hillary Clinton et du Premier ministre britannique David Cameron sur le fait que l'aide au développement en Afrique serait assujettie à l'amélioration des droits LGBT sont ainsi vivement critiquées par la presse africaine et les dirigeants africains, en particulier du Ghana et de l'Ouganda.
La réaction en retour est telle que des groupes de défense LGBT africains estiment que ces annonces ont suscité un recul de leurs conditions de vie. L'universitaire Joseph A. Massad analyse cette réaction très forte à une différence culturelle entre l'Occident, qui considère globalement l'homosexualité comme une orientation sexuelle faisant partie de l'identité d'une personne, et de nombreuses cultures africaines dans lesquelles des relations et pratiques homosexuelles existent, sans qu'elles soient constitutives de la nature des individus qui s'y adonnent ; il y a eu ainsi une opposition à « l'homosexualité » en tant que conception de la sexualité comme orientation sexuelle figée dans la dualité homosexualité/hétérosexualité, qui a ensuite évolué en opposition à « l'homosexualité » en tant qu'ensemble de relations affectives et sexuelles entre personnes de même sexe,.

#### Causes de l'homophobie

##### Justifications religieuses

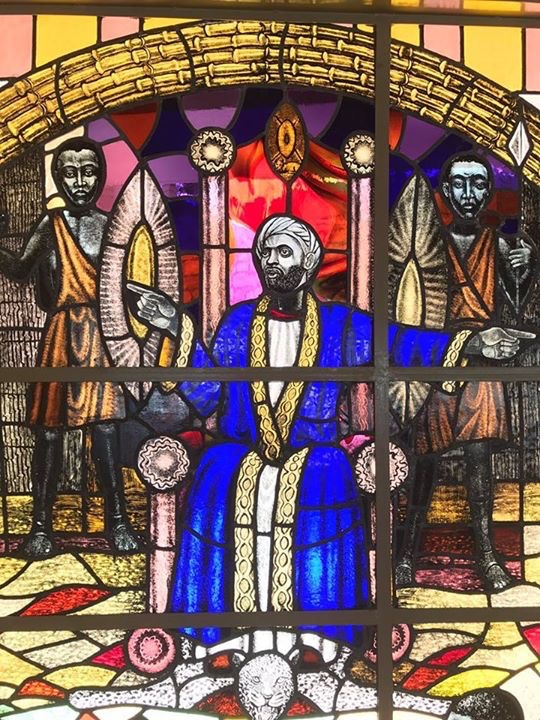
Vitrail de l' représentant le roi Mwanga II condamnant à mort les garçons refusant ses avances.

###### Christianisme africain
Selon l'activiste nigérian pour les droits LGBT Bisi Alimi, la religion chrétienne est à l'origine du rejet de l'homosexualité en Afrique:

« Qu'est-ce qui explique le rejet actuel de l'homosexualité sur le continent ? L'un des facteurs est la popularité croissante du christianisme fondamental, par le biais des télévangélistes américains, depuis les années 1980. Bien que les Africains aient soutenu que l'homosexualité était une importation occidentale, ils ont à leur tour utilisé une religion occidentale comme base de leur argumentation. Quand j'ai défié des personnes anti-gais, beaucoup ont dit que ce n'était pas notre culture. Cependant, lorsque vous leur demandez des précisions, ils soutiennent que l'homosexualité n'est pas dans la Bible. Mais la Bible n'est pas notre culture historique. Cela montre qu’il existe une véritable confusion quant au passé de l’Afrique. »

Dans le royaume du Buganda, l'homosexualité du roi Mwanga II est connue et documentée. L'exécution de plusieurs pages membres de son harem en 1886 serait liée au fait que des garçons, convertis au christianisme, auraient refusé les avances du roi. Les pages exécutés ont été canonisés comme martyrs par l'Église catholique romaine.

###### Influence du fondamentalisme chrétien américain
Le 5 juin 2017, un juge de la Cour fédérale américaine a reconnu que les discours anti-homosexualité du prédicateur évangéliste américain Scott Lively à l'endroit des minorités sexuelles en Ouganda constituaient une violation des droits internationaux. La poursuite pour crime contre l'humanité intentée par l'ONG Sexual Minorities Uganda (SMUG) n'a mené à aucune condamnation, puisque la cour fédérale américaine n'a pas l'autorité de légiférer en matière de crimes contre l'humanité.
L'universitaire Charles Gueboguo appuie le constat que des évangélistes américains interviennent en Ouganda pour inspirer des lois anti-homosexualité : « Ils ont créé un bastion dans ce pays, qui leur sert de prétexte pour véhiculer un pouvoir qu’il n’aurait pas eu autrement chez eux, aux États-Unis ». Il ajoute que ces religieux se concentrent sur l'homosexualité mais n'interviennent guère sur les problèmes de corruption, de pauvreté, de pédophilie ou d'excision.

###### Influence de l'islam
Dans les pays où la charia est la source du droit, la loi islamique influence la condamnation pénale des homosexuels. Si la peine de mort est parfois encore en vigueur, elle n'a cependant pas été récemment appliquée. Dans la société, des groupes religieux s'organisent : par exemple en 2009, dénonçant le « laxisme » des autorités sénégalaises, des leaders musulmans créent le Front islamique pour la défense des valeurs éthiques, demandant la peine de mort pour toute personne condamnée pour homosexualité ; au Mali, en 2018, le président du Haut Conseil islamique fait suspendre un projet éducatif qu'il accusait de valoriser l'homosexualité.

##### Conséquence de la visibilité
Usant d'une analogie avec les États-Unis des années 1970, le chercheur Christophe Broqua rappelle en citant l'universitaire Dennis Altman (en) que la « visibilité accroît l'hostilité », les campagnes d'émancipation LGBT ayant nourri une réponse militante homophobe, et vice-versa. Cela se vérifie en Afrique de nos jours. L'augmentation d'organisations LGBT en Afrique au fil des années facilite ainsi la construction de réseaux et de nouvelles formes de mobilisation mais cette visibilité nouvelle provoque également des réactions homophobes, autant liées à un ressentiment à l'égard de l'impérialisme occidental que d'une frustration économique vis-à-vis d'un style de vie consumériste gay jugé dépravé. Ce qui est perçu comme une menace contre les solidarités familiales traditionnelles renforce encore plus cette opposition, alors que la religion et l'homophobie qu'elle diffuse peut être perçue comme un refuge, à l'heure où les promesses de développement n'ont pas été remplies par les gouvernements,.

### Vie culturelle des minorités

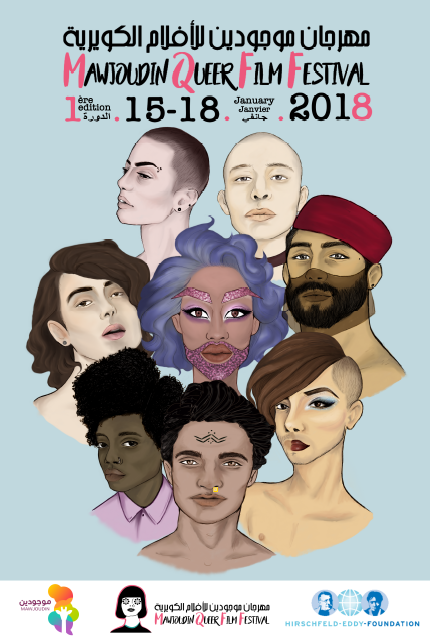
Poster de la première édition du Festival du film queer de Mawjoudin, 2019.

## Productions culturelles

### Représentations de l'homosexualité et de la transidentité
De rares séries sont à caractère LGBT, comme Le Secret d’une lesbienne, mais peuvent être dégradantes comme Ma patronne abuse de moi ou encore certains programmes où l’un des amants se désiste et « abandonne » les rapports homosexuels pour se repentir à Dieu.

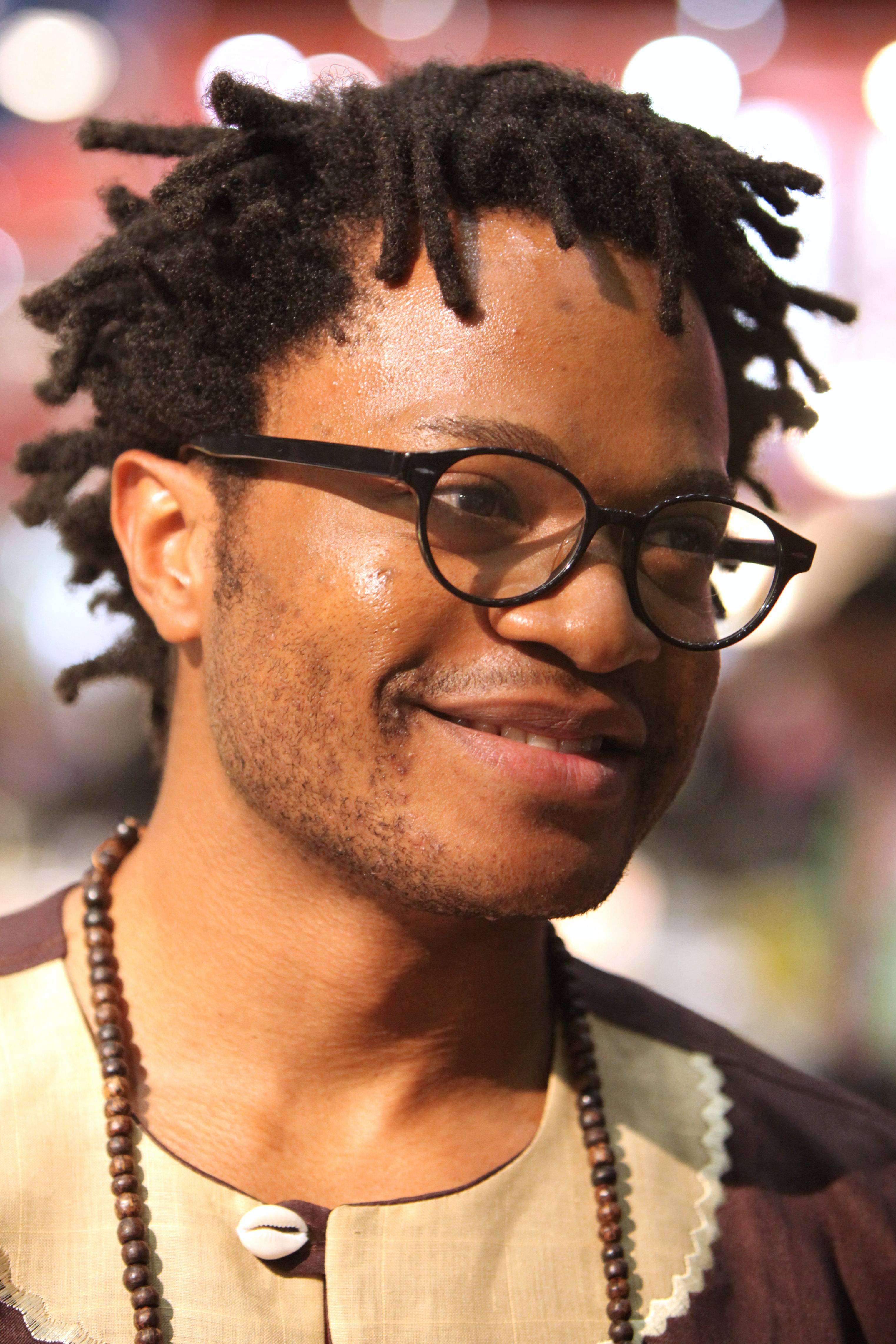
Max Lobe, auteur camerounais ouvertement homosexuel, auteur de 39 rue Berne.

La littérature LGBT d'Afrique vient majoritairement d'Afrique anglophone et plus particulièrement Afrique du Sud, où le contexte législatif rend plus facile l'expression de voix LGBT : tel est le cas par exemple de Michiel Heyns, qui publie en 2013 Un passé en noir et blanc, dans lequel l'homosexualité est clairement nommée et montrée.
Dans la littérature africaine francophone, les relations homosexuelles sont souvent proposées comme une interprétation possible d'un texte volontairement ambigu : dans Lalana, l'écrivaine malgache Michèle Rakotoson raconte l'histoire d'un adolescent homosexuel mourant du sida et de son ami, et joue sur l'ambiguïté du terme « ami » pour laisser la possibilité d'une lecture romantique de leur relation à l'appréciation du lecteur. Dans C'est le soleil qui m'a brûlée, l'autrice camerounaise Calixthe Beyala passe par la réincarnation d'un homme mort en une femme pour donner à lire une relation possiblement lesbienne.
Enfin, de nombreuses représentations s'enracinent dans l'idée que l'homosexualité n'est pas africaine, en montrant uniquement des relations entre un homme Noir et un homme blanc : c'est le cas de Le Devoir de violence du Malien Yambo Ouologuem, roman montrant de nombreuses relations sexuelles hétérosexuelles mais où la seule relation homosexuelle est celle d'un étudiant africain se prostituant envers un touriste blanc, ou dans le roman 39 rue Berne du Camerounais Max Lobe, où la relation gay, non tarifée cette fois, est mixte.
L'association Coeur Arc-en-ciel à Brazzaville (république du Congo) a produit un long métrage (Michel-les), qui raconte l'histoire d'un lycéen homosexuel dont la famille découvre l'orientation sexuelle, film inspiré d'une histoire vraie.
Mohamed Mbougar Sarr a écrit Des hommes purs pour décrire la violence de la vague homophobe au Sénégal.

### Ouvrages
1. 1 2 3 4  Tomás Prower, « Berceaux de la civilisation », dans Mythologies et légendes queer : spiritualités et culture LGBT+ à travers le monde, 2022 (ISBN 979-10-97154-91-2, OCLC 1301513200, lire en ligne)
2. ↑  Stephen O. Murray, Homosexualities, 2000 (ISBN 0-226-55194-6, 978-0-226-55194-4 et 0-226-55195-4, OCLC 43095830, lire en ligne)
3. ↑  Rebecca T. Alpert, Like bread on the seder plate : Jewish lesbians and the transformation of tradition, Columbia University Press, 1997 (ISBN 0-231-09660-7, 978-0-231-09660-7 et 0-231-09661-5, OCLC 35627603, lire en ligne)
4. 1 2 3  (en) Basile Ndjio, « Sexuality and nationalist ideologies in post-colonial Cameroon », dans Saskia Wieringa & Horacio Sívori, The Sexual History of the Global South : Sexual Politics in Africa, Asia and Latin America, Londres, ZED Books, 2013, p. 128.
5. ↑  Daniel Vangroenweghe, Sida et sexualité en Afrique, Éditions Aden, 2000, 479 p. (ISBN 978-2-87262-163-7, lire en ligne), p. 192.
6. ↑  (en) Chantal J. Zabus, Out in Africa : same-sex desire in Sub-Saharan literatures & cultures, Suffolk, Boydell & Brewer Ltd, 2013, 298 p. (ISBN 978-1-84701-082-7, lire en ligne), p. 19.
7. ↑  (en) Basile Ndjio, « Sexuality and nationalist ideologies in post-colonial Cameroon », dans Saskia Wieringa & Horacio Sívori, The Sexual History of the Global South : Sexual Politics in Africa, Asia and Latin America, Londres, ZED Books, 2013 (lire en ligne), p. 127.
8. ↑  Daniel Vangroenweghe, Sida et Sexualité en Afrique, Éditions Aden, 2000, 479 p. (ISBN 978-2-87262-163-7, lire en ligne), p. 193.
9. 1 2  Lexie, Une histoire de genres : guide pour comprendre et défendre les transidentités, 2021 (ISBN 978-2-501-14967-9 et 2-501-14967-X, OCLC 1241733441, lire en ligne)
10. 1 2 3  Boniface Mongo-Mboussa, « Homosexualité et écriture en Afrique francophone », dans Homosexualités en Afrique, L'Harmattan, 2014 (ISBN 978-2-336-29943-3 et 2-336-29943-7, OCLC 1127262263).

### Publications universitaires
1. ↑  (en) Vincent Mabvurira, Petronila Dadirai Motsi, Tawanda Masuka et Etiya Edith Chigondo, « The “politics” of sexual identities in Zimbabwe: A Social Work perspective? », International Journal of Humanities and Social Science, vol. 2, no 13,‎ juillet 2012, p. 218-223 (lire en ligne).
2. 1 2 3 4 5 6 7 8 9  Charles Gueboguo, « L'homosexualité en Afrique : sens et variations d'hier à nos jours », Socio-logos . Revue de l'association française de sociologie, no 1,‎ 21 mars 2006 (ISSN 1950-6724, lire en ligne, consulté le 21 avril 2019).
3. ↑  (en) Kenne Mwikya, « Unnatural and Un-African: Contesting queer-phobia by Africa’s political leadership », Feminist Africa, vol. 9, no 19,‎ 2014, p. 99 (lire en ligne).
4. 1 2 3 4 5  (en) Enze Han et Joseph O'Mahoney, « British colonialism and the criminalization of homosexuality », Cambridge Review of International Affairs, vol. 27, no 2,‎ 3 avril 2014, p. 268–288 (ISSN 0955-7571, DOI 10.1080/09557571.2013.867298, lire en ligne, consulté le 22 avril 2019).
5. ↑  (en) Enze Han et Joseph O'Mahoney, « British colonialism and the criminalization of homosexuality. », Cambridge Review of International Affairs,‎ 2014, p. 21 (lire en ligne).
6. 1 2 3 4 5 6 7 8  (en) E. E. Evans-Pritchard, « Sexual Inversion among the Azande », American Anthropologist, vol. 72, no 6,‎ 1970, p. 1428–1434 (ISSN 0002-7294, lire en ligne, consulté le 19 avril 2019).
7. 1 2 3 4 5 6 7 8 9 10 11 12  Christophe Broqua, « L'émergence des minorités sexuelles dans l'espace public en Afrique »,  Politique africaine, 2012/2, n°126, p. 5-23.
8. ↑  « Internet History Sourcebooks Project », sur sourcebooks.fordham.edu (consulté le 19 avril 2019).
9. ↑  (en) Kenne Mwikya, « Unnatural and Un-African: Contesting queer-phobia by Africa’s political leadership », Feminist Africa, vol. 9 « 19 »,‎ 2014, p. 100 (lire en ligne).
10. 1 2 3 4 5 6 7 8 9 10 11 12  Patrick Awondo, Peter Geschiere, Graeme Reid, Alexandre Jaunait, Amélie Le Renard et Élisabeth Marteu, « Une Afrique homophobe ? », Raisons politiques, 2013/1, n°49, p. 95-118.
11. ↑  (en) Eugene J. Patron, « Heart of lavender: in search of gay Africa », Harvard Gay and Lesbian Review,‎ 1995 (lire en ligne).
12. ↑  (en) Kalemba Kizito, « Bequeathed Legacies: Colonialism and Stateled
Homophobia in Uganda. », Surveillance and Society,‎ 2017, p. 570.

### Presse
1. 1 2  (en-GB) Bernardine Evaristo, « The idea that African homosexuality was a colonial import is a myth | Bernardine Evaristo », The Guardian,‎ 8 mars 2014 (ISSN 0261-3077, lire en ligne, consulté le 22 avril 2019).
2. ↑  (en) « Everything you need to know about Africa's anti-gay crackdown », sur theweek.com, 30 mars 2014 (consulté le 23 avril 2019).
3. ↑  « Kenya: l'homosexualité reste un crime, selon la Cour suprême », sur FIGARO, 24 mai 2019 (consulté le 24 mai 2019).
4. 1 2 3  (en-GB) Bisi Alimi, « If you say being gay is not African, you don’t know your history | Bisi Alimi », The Guardian,‎ 9 septembre 2015 (ISSN 0261-3077, lire en ligne, consulté le 22 avril 2019).
5. ↑  « En Afrique, l’homosexualité hors la loi », Le Monde,‎ 14 février 2014 (lire en ligne, consulté le 23 avril 2019).
6. ↑  « GAMBIE. Le président demande aux gays de "quitter le pays" », sur Courrier international, 20 mai 2008 (consulté le 23 avril 2019).
7. ↑  AFP, « Le Nigeria promulgue une loi interdisant l'homosexualité », Le Monde,‎ 13 janvier 2014 (lire en ligne, consulté le 23 avril 2019).
8. 1 2  Tatiana Salvan, « En Afrique, l’homophobie est un "exutoire pour tous les autres maux sociaux" », sur liberation.fr, 19 novembre 2014 (consulté le 25 mars 2020).
9. ↑  (en) « South Africa to legalize gay marriage », sur msnbc.com, 14 novembre 2006 (consulté le 23 avril 2019).
10. ↑  (en) « Tutu won't worship 'homophobic God' », BBC,‎ 26 juillet 2013 (lire en ligne, consulté le 23 avril 2019).
11. ↑  BFMTV, « L'Angola décriminalise les relations homosexuelles », sur BFMTV (consulté le 23 avril 2019).
12. ↑  MARYKE VERMAAK, « Le Botswana décriminalise l'homosexualité, une victoire «historique» », La Presse,‎ 11 juin 2019 (lire en ligne, consulté le 11 juin 2019).
13. ↑  « Décriminalisation de l'homosexualité: le Botswana fait appel », La Presse,‎ 5 juillet 2019 (lire en ligne, consulté le 15 juillet 2019)
14. ↑  « BBC News | Africa | Moi condemns gays », sur news.bbc.co.uk (consulté le 23 avril 2019).
15. ↑  (en-US) Robbie Corey-Boulet, « The Obama Administration's Bold but Risky Plan to Make Africa Gay-Friendly », sur The Atlantic, 7 mars 2012 (consulté le 22 avril 2019).

### Associations
1. 1 2  « Gambie 2017/2018 », sur www.amnesty.org (consulté le 23 avril 2019).
2. ↑  (en) « Mapping anti-gay laws in Africa », sur www.amnesty.org.uk (consulté le 23 avril 2019).
3. ↑  (en) « Uganda's Anti-Homosexuality Bill becomes law », sur www.amnesty.org.uk (consulté le 23 avril 2019).
4. ↑  (en) Carroll , A., « State Sponsored Homophobia 2016: A world survey of sexual orientation laws: criminalisation, protection and recognition », International Lesbian, Gay, Bisexual, Trans and Intersex Association (ILGA),‎ mai 2016, p. 27 (lire en ligne).

### Autres références
1. 1 2 3  Henri Alexandre Junod, Mœurs et coutumes des Bantous : la vie d'une tribu sud-africaine. Vie sociale., 1936 (lire en ligne).
2. 1 2  H. de Ru, « A historical perspective on the recognition of same-sex unions in South Africa », Fundamina, vol. 19, no 2,‎ février 2013, p. 221–250 (ISSN 1021-545X, lire en ligne, consulté le 23 avril 2019).
3. ↑  Jonathan Simuziya Nsama, « A critical evaluation of thirty years of state-civil society relations in Zambia, 1991 - 2021 », African Journal of Political Science and International Relations, vol. 15, no 3,‎ 31 août 2021, p. 98–108 (ISSN 1996-0832, DOI 10.5897/ajpsir2021.1350, lire en ligne, consulté le 20 mai 2022)
4. 1 2  (en) « In Scathing Ruling, Court Affirms SMUG’s Charges Against U.S. Anti-Gay Extremist Scott Lively While Dismissing on Jurisdictional Ground », sur Center for Constitutional Rights, 6 juin 2017.
5. ↑  Valérie Crova, « Même si le Botswana a choisi de dépénaliser, l'homosexualité reste largement punie par la loi en Afrique », sur franceinter.fr, 11 juin 2019 (consulté le 19 mai 2022).
6. ↑  Patrick Awondo, Peter Geschiere, Graeme Reid, Alexandre Jaunait, Amélie Le Renard et Élisabeth Marteu, « Une Afrique homophobe ? Sur quelques trajectoires de politisation de l'homosexualité : Cameroun, Ouganda, Sénégal et Afrique du Sud », Raisons politiques, 2013/1 (n°49), p. 95-118.
7. ↑  Cyril Bensimon, « Au Mali, l’influence du président du Haut Conseil islamique dépasse le cadre des mosquées », sur lemonde.fr, 26 décembre 2018 (consulté le 19 mai 2022).
8. ↑  Nathalie Etoké, Écriture du corps féminin dans la littérature de l'Afrique francophone : taxonomie, enjeux et défis, CODESTRIA bulletin n°3 et 4, 2006, p. 46.